# 氖
氖（舊譯氝，訛作氞），是一種化學元素，化學符號为Ne，原子序數为10，原子量為20.1797 u。氖在標準狀態下是一種無色無味的惰性單原子氣體，其密度是空氣的三分之二。它在1898年和氪及氙被發現為三種空氣中就有的惰性氣體之一，氖是上述三種稀有氣體中第二個被發現的，因為它亮紅的放射譜線，它馬上就被認出是一個新元素。氖這個名字是從希臘文翻譯過來的，意思是新的。氖是惰性的，至今未发现任何不帶電的氖的化合物。目前所知的氖的化合物僅有離子化合物，而它們是被凡得瓦力束縛在一起的。
在宇宙的核合成的過程中，大量的氖從恆星的氦核作用中產生。雖然氖在宇宙和太陽系中十分常見（氖在宇宙的含量為第5多，僅低於氫、氦、氧和碳），但其在地球上十分稀少，大約只佔總空氣體積的18.2ppm（大約與其莫耳分率相同），且在地球表面上含量更少。因為氖為高度揮發的物質且無法合成固態的化合物，所以其在地球及其他類地行星都十分稀少。氖會在新生太陽的溫暖下從微行星逸散。雖然和前述原因不同，但氖甚至在木星的外層大氣略有些消耗。氖也比空氣還要輕，使其甚至能從地球的大氣層逸散。
氖在低電壓的氖燈、高電壓放電管和霓虹燈下會發出明顯的紅橙色光。氖也應用在電漿管跟冷凍設備中，也有少數的商業用途。它的商業來源主要由液態空氣分餾而來。因為空氣是唯一的來源，所以氖氣較氦氣為貴。

## 特性
氖是第二輕的惰性氣體，僅次於氦。它在真空放電管裡發出橙紅色的光。氖也擁有所有元素中最小的液態溫度範圍:24.55K到27.05K(-248.45 °C到-245.95 °C，或-415.21°F到-410.71 °F)。在單位體積中，它的製冷能力高出液態氦40倍，比液態氫高三倍。在大多數情況下，它是一種較氦廉價的冷卻劑。氖是非常典型的氣體，非常不容易變成液體或固體，必須要在-248.6°C時才會凝固成固態。氖是一種非常不活潑的元素，幾乎不和其他元素相化合，屬於 惰性 氣體的一種。氖的汽化膨脹比（液體時體積，和在室溫一大氣壓力下，氣體時體積的比）為1:1445，是氣體中最高的。
在所有惰性氣體中，氖的放電在等電壓和電流情況下是最強烈的。氖在真空放電管中的顏色為肉眼可見的橙紅色，是因許多放射譜線在此範圍內所導致。氖亦有一條明亮的綠色譜線，但在一般情況下無法辨識，需以分光器色散後才可看出。
日常生活中有兩種常見的氖照明應用。氖燈體積普遍較小，大多在100~250伏特的電壓下運作。它們被廣泛運用在不斷電指示燈和電路測試設備，但發光二極體(LED)如今取代了氖燈在上述應用中的地位。這些簡單的氖燈裝置是電漿顯示器及電漿電視的先驅。通常填充氖的霓虹燈在更高的電壓下運作(2~15千伏特)，而其燈管一般有數公尺長。燈管經常被塑造成各種形狀和文字作為招牌，以及應用在建築和藝術方面。

## 应用

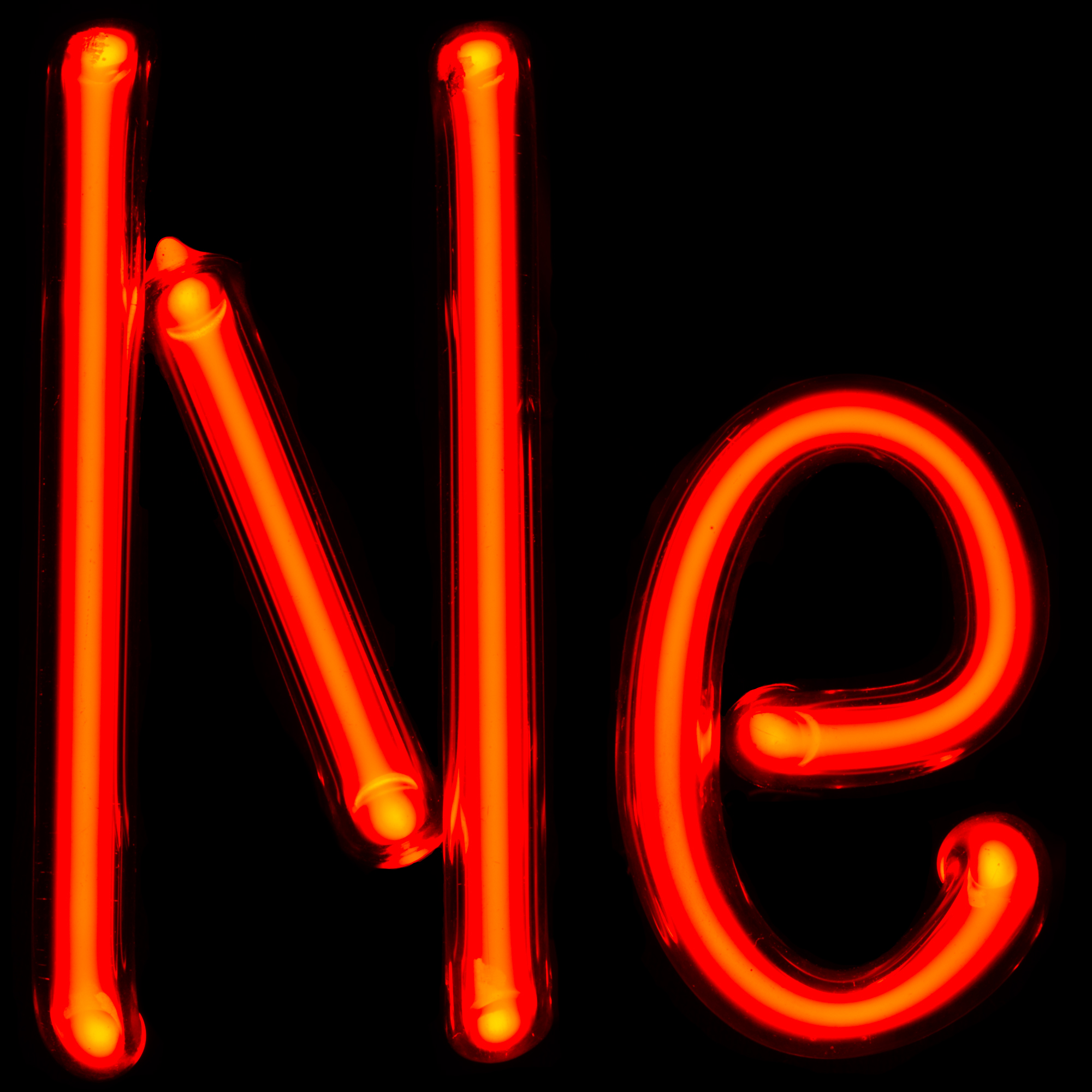
氖常被用作霓虹灯，它发典型的红橙色的亮光。其它颜色都是使用汞蒸汽放电来激发磷发的磷光

氖經常被使用在霓虹燈做廣告，散發出顯眼的亮橙紅色光。雖然其它顏色的霓虹燈經常被稱為氖燈，但它們使用不同種類的惰性氣體或不同顏色的螢光燈。其它应用有：
- 真空管
- 高压指示器
- 避雷针
- 波頻計
- 电视机荧光屏管
- 氦-氖雷射（英语：Helium–neon laser）：半導體器件製造常用
- 液氖被用作冷却液
- 用于高能物理研究，让氖充满火花室来探测微粒的行径。
- 填充水银灯和钠蒸气灯。

液態和氣態氖相對較昂貴，液態氖的價格可超過液態氦的55倍以上。造成氖價格高昂的主因是氖蘊含量的稀少，與氦不同，氖只能從空氣中取得。
氖的三相點溫度(24.5561 K)在國際實用溫標中被定義為一固定值。

## 历史
氖在1898年被英國化學家威廉·拉姆齊爵士（William Ramsay）和 莫理斯·特拉維斯（Morris Travers）在倫敦發現。拉姆齊爵士冷凝空氣形成液體後，逐漸加熱液態空氣，使組成空氣的物質因沸點不同，沸騰時分離。從1898年的五月底開始，拉姆齊爵士進行了六個星期的實驗。實驗結果得到了已被發現的氮、氧、氬，並將剩餘的氣體大致按其豐度分離。剩餘氣體中，第一個被發現的是氪，在氪被分離後，發現一種在輝光放電下會發出明亮紅光的氣體。此氣體在六月被確定它的存在，被命名為氖，為希臘文中類似拉丁語novum（意為“新的”）的字，此命名由拉姆齊兒子建議。當氣態氖在激發態時會放出明亮的紅橘色光。特拉維斯後來寫到：「來自管子中的赤紅色火焰是一個令人難以忘記而且不言而喻的一幕。」
第二種氣體和氖一起在報告中被提到，和氬有大約相同的密度但有不同的光譜，拉姆齊和特拉維斯將它命名為metargon。但是，隨後的光譜分析顯示metargon其實是混雜一氧化碳的氬氣。最後，在1898的九月，這個研究團隊用相同的方法發現了氙。
因氖在自然界的含量不高，這點阻礙它在 Moore tubes的應用， Moore tubes為一種使用氮氣且在十九世紀早期被商業化的照明。1902之後，喬治·克勞德的公司─法國液空集團生產工業用氖當作他空氣液化事業的副產品。在1910的十二月，演示了以密封氖氣管為基礎的現代霓虹燈。克勞德曾短暫地售出用於室內居家照明的霓虹燈管在1912，克勞德的協會開始銷售氖放電管做為一種吸引目光的廣告標誌，效果比上次成功。氖放電管在1923年被引入美國，由於洛杉磯帕卡德汽車經銷商購買了兩個大型霓虹燈標誌。發光和引人注目的紅色使得霓虹燈廣告完全不同於競爭對手。霓虹燈的強烈色彩和活力等同於當時的美國社會，暗示著“進步的世紀”，並將城市轉變為充滿了發光廣告和“電子燈板建築”的令人轟動的新環境。，雖然霓虹燈亮度高，但市場不大，因為屋主多半不喜歡霓虹燈光的顏色。
氖在對瞭解原子本質的基礎研究上發揮作用：當J.J.湯姆孫在研究陰極射線的組成時，將氖離子流打入電場和磁場中，用照相底片觀察它的偏轉。湯姆孫觀察到有兩片分開的光在照相底片上。(如圖)湯木生最後做出結論:有些在氖氣中的氖原子質量比剩餘者高。雖然湯木生當時不太瞭解這個現象，但這是歷史上第一次發現穩定原子的同位素。湯木生的裝置則是我們現代質譜儀的簡略版。

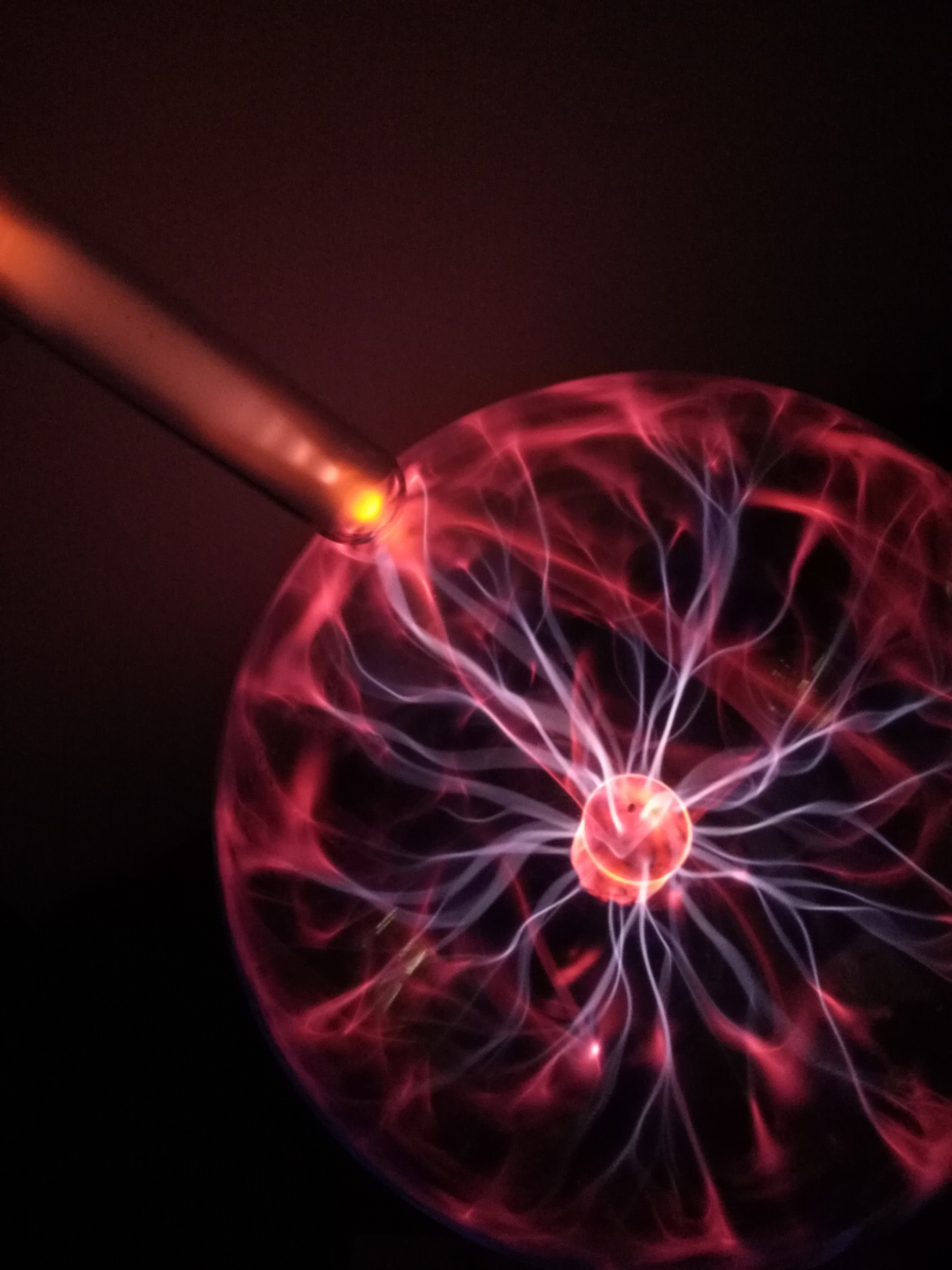
在辉光球作用下发光的氖气

## 出现
在标准状态下氖是单原子的气体。在地球大气层中氖非常稀少，只占其65,000分之一。工业使用液化空气冷却分离的方法来生产氖。
氖的穩定同位素可在某些星球中產生。Ne-20可由碳的核融合反應或恆星核合成中的碳聚變反應產生。此反應需在1億克氏溫度以上的環境下進行，因此只有質量超過太陽三倍以上之星球的核心符合條件。
氖在宇宙中大量存在;它是宇宙中總質量第五大的化學元素，排序於氫、氦、氧和碳之後(見化學元素)。氖和氦相同，在地球中相對稀少，因其相對較輕，在極低溫時的高蒸氣壓及安定的化學性質，其性質可避免聚集可壓縮的氣體及塵雲，因而形成了如地球般較小而溫暖的固體星球。
氖為單原子氣體，因此其分子量會比主要構成地球大氣的雙原子氮和氧小;填充氖氣的氣球在空氣中將會上升，但速度比氦氣球慢。
氖在宇宙中約占1/750；在太陽和原星系中的星雲則約佔1/600。伽利略號太空船在大氣探測中發現即使在木星的高層大氣，氖的含量仍約為太陽的十分之一，只佔1/6000。這可能代表著就算是從外太陽系帶氖到木星的冰雪構成微行星，還是因為溫度過高以至於無法維持大氣中氖含量(木星上其它更重的惰性氣體含量是太陽的數倍)。
氖在地球大氣層占體積的1/55000或18.2ppm(約略等於其莫耳分率)，或空氣質量的1/79000。它在地殼中含量較少。工業上利用低溫分餾液態空氣的方式製造氖氣。
在2015年的8月17日，根據月球大氣與粉塵環境探測器(LADEE)的探測結果，NASA的科學家報告在月球散逸層(外氣層)偵測到氖。

## 生產
氖是由低溫空氣分離設備中的空氣產生的。主要由氮氣、氖氣和氦氣組成的氣相混合物從高壓空氣分離塔頂部主冷凝器中取出，並送入側塔底部進行氖氣精餾。然後可以從氦中進一步純化。
全球約70%的氖由烏克蘭所生產，作為俄羅斯鋼鐵生產之副產品。截至2020年，Iceblick公司在烏克蘭的敖德薩和俄羅斯首都莫斯科設有工廠，供應全球65%的氖以及15%的氪和氙。
2014年，俄羅斯吞併克里米亞後，全球氖的價格上漲了約600%，促使一些半導體晶片製造商從俄羅斯和烏克蘭的供應商轉向中國供應商。2022年，俄羅斯全面入侵烏克蘭导致烏克蘭的兩家氖製造廠的关闭，它們的產量約佔全球供應量的一半，並可能加劇COVID-19疫情以來的芯片短缺，這可能會進一步將氖的生產轉移到中國。

## 化合物
氖是第一個p區元素的惰性氣體，第一個真正符合八隅體的元素。它是惰性的(就像比它輕的同族元素-氦一樣)，沒有發現具有與氖原子形成共價鍵的中性分子。使用光谱和质谱分析观察到的含氖的离子包括、NeH+和。氖的水合物很不稳定。固態氖籠型水合物是用冰和氖氣在0.35–0.48 GPa和−30 °C環境下所製造出來的。其中，氖原子並不是和水鍵結，並且它可自由地穿透這種材料。若要從該籠型水和物中得到氖，可以將它放入真空室好幾天，就會得到Ice XVI（水的最不緻密晶型）和氖。
常見的鮑林電負度標度是依化學鍵能量，但這種方法顯然不適用於測量惰性的氦和氖。不過，在艾倫電負性標度（Allen electronegativity scale）是以原子能量去定義電負度。其中，Allen定義氖為電負度最高的元素，緊跟在後的是氟和氦。

## 同位素
氖是第二輕的惰性氣體。已知的氖的同位素共有11种，包括氖17至氖27，其中有三個穩定同位素：氖-20(90.48%)、氖-21(0.27%)和氖-22(9.25%)。氖-21和氖-22 部分自然存在、部分由核分裂產生 (即由其他帶有中子的核素或其他環境中的粒子的核反應產生)，它們的豐度變化是已知的。相較之下，氖-20(由恆星的核融合反應產生的主要原始同位素)不被認為是核分裂產物或放射性核素。地球上氖-20含量變化的原因一直被激烈地爭論。
產生氖同位素的主要核反應來自鎂-24和鎂-25的中子捕獲和α衰變，其產物分別是氖-21和氖-22。α衰變主要是從鈾衰變系列而來的，而中子則是由α衰變的次級反應產生。這個反應系列導致在含鈾岩石中（比如花崗岩）可以觀察到較高比例的氖-21和氖-22。氖-21也可能是由氖-20從自然界吸收一個中子而產生。
此外，在裸露岩層中的同位素分析證實了放射性(宇宙射線)氖-21的生成。這個同位素是由鎂、鈉、矽和鋁的散裂反應產生的。藉由分析這三種同位素，可以將宇宙部分的氖與岩漿裡的氖和核反應產生的氖區分開來。這表示氖可能可以用來成為測定宇宙中岩石和隕石的暴露時間。
類似於氙，火山氣體含有的氖中，氖-20及氖-21的含量相對高於氖-22。這些地函中的氖同位素含量與大氣中的氖不同。氖-20的高含量相異於地球上的其他稀有氣體，可能是來自太陽產生的氖。金剛石中氖-20的含量也比較高，進一步說明這個高含量可能確實是來自於地球形成前的太陽系星雲。
。

## 外部連結
- 元素氖在洛斯阿拉莫斯国家实验室的介紹（英文）
- —— 氖（英文）
- 元素氖在The Periodic Table of Videos（諾丁漢大學）的介紹（英文）
- 元素氖在Peter van der Krogt elements site的介紹（英文）
- WebElements.com – 氖（英文）